# Kuthy Krimszky Béla
Kuthy Krimszky Béla, Krimsky (Kassa, 1846 – Kaposvár, 1881. szeptember 5.) színész, színigazgató.

## Életútja
1867. október 4-én lépett a színipályára Győrött és mint hősszerelmes, jellem- és intrikus színésznek számottevő sikerei voltak. 1873-ban feltűnt a budapesti Miklósy Színházban, majd Kecskeméten Krecsányi Ignác társulatában is, mint Kuthy Béla. Hosszabb ideig igazgató is volt. 1877-ben Győrött Veres Lászlóval egyesült társulata, mely az évadban Esztergomban, Eperjesen – azonban ezeken a helyeken szerepléseiket botrányok is övezték – és Máramarosszigeten is játszott. Az 1878–1879-es és az azt következő színházi évadra társulata nyerte el a szatmárnémeti színházat és mutatott be igen változatos műsort – többek között Jászai Mari vendégszereplésével is. 1880-ban azonban megvonták igazgatói engedélyét, mivel bár a szatmári kerületben működött, önhatalmúlag átcsapott a marosvásárhelyibe, anélkül, hogy erre azon kerület igazgatójától, Várady Ferenctől engedélyt kért volna.
Írt egy színdarabot is Ortographia címmel, amit 1878 márciusában adtak Máramarosszigeten.
Halálát szívbaj okozta. Kilenc évvel később, az 1890-ben a városligeti műcsarnokban, a magyar színészet százados fennállásának jubileumára rendezett Magyar Színészeti Kiállításon az ő arcképe is szerepelt az országos színész-egyesület halottjait bemutató keretben.
Neje Kalmár (Kálmán) Júlia, színésznő, született 1846-ban, Szentmiklóson. 1861-ben lépett a színipályára, id. Bács Károlynál. Leánya Rózsi Rózsika, színésznő, 1888. május havában Szegeden férjhez ment Bihary Géza nyitraújlaki körjegyzőhöz és lelépett a pályáról.